# 樓梯草皮粉蝨
樓梯草皮粉蝨（学名：[Pealius elatostemae] 错误：{{Lang}}：文本有斜体标记（帮助））为粉蝨科皮粉蝨屬下的一个种。